# Авраамий (иеромонах)
Авраа́мий (в миру Афана́сий) — иеромонах Лысковского монастыря, деятель старообрядчества второй половины XVII века.
Несогласный с церковной реформой патриарха Никона приехал в Москву и подал царю Алексею Михайловичу «жалобные писания» на патриарха, сошёлся с протопопом Аввакумом и стал его «духовным сыном». На соборе 1666 года Авраамий принёс покаяние и был направлен в Троице-Сергиеву лавру, но вскоре изменил своё мнение, вернулся к старообрядчеству и начал переписку с Аввакумом.
В 1670 году он подал царю новую челобитную на новые церковные обряды, за что был подвергнут допросу, а митрополит Крутицкий Павел избил его. За упорство был расстрижен и сослан. За дальнейшую пропаганду своих воззрений сожжён в срубе.
Сочинения Авраамия изданы профессором Н. И. Субботиным в VII томе «Материалов для истории раскола».